# Ars-sur-Formans
Ars-sur-Formans (wym. [aʁs syʁ fɔʁmɑ̃]) – miejscowość i gmina we Francji w odległości 35 km od Lyonu, w regionie Owernia-Rodan-Alpy, w departamencie Ain. Miejscowość jest celem licznych pielgrzymek ze względu na osobę świętego Jana Marii Vianneya, który był proboszczem tutejszej parafii przez 41 lat (od roku 1818 do swojej śmierci w 1859 roku) i zyskał duży rozgłos.

## Nazwa
Miejscowość w swojej historii nosiła różne nazwy. Nazywała się kolejno Artis villa, potem Artz następnie Arz, wreszcie Ars. W niektóre dokumentach możne jeszcze spotkać nazwę Arsa (spalona).
W czasach Jana Marii Vianneya, zwanego Proboszczem z Ars, wieś nosiła nazwę Ars-en-Dembes. Obecnie miejscowość nosi oficjalną nazwę Ars-sur-Formans, która została jej nadana dekretem z 12 października 1956. Wszedł on w życie 18 października 1956 roku.

## Geografia
Wieś leży w południowo-zachodniej części departamentu Ain, 35 km na północ od Lyonu i 10 km na wschód od Villefranche-sur-Saône, w samym sercu regionu Dombes. Ars-sur-Formans leży na płaskowyżu Dombes, a na zachodzie graniczy z żyznymi wzgórzami Val de Saona. Przez gminę przepływa mała rzeczka Formans, która wpada do rzeki Saony w pobliżu Saint-Bernard.

## Historia

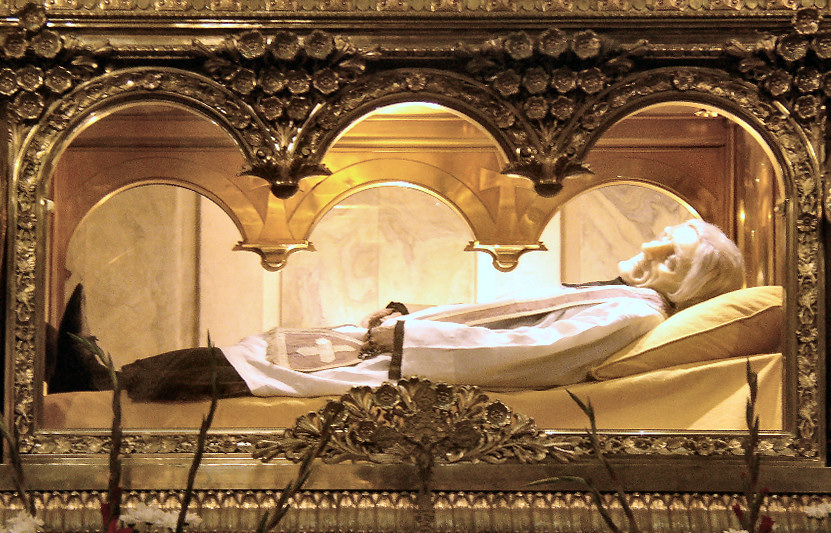
Sarkofag Jana Marii Vianney

Okolica Ars-sur-Formans, była prawdopodobnie zamieszkana już w czasach starożytnych. Nazwa Ars pojawia się po raz pierwszy w dokumentach z roku 969. Inny dokument z 980 roku świadczy, że już w X wieku istniał tam kościół i była zorganizowana parafia.
W XI wieku Ars była częścią lenna Villars własności rodu d'Ars, a jego rezydencja-zamek znajdowała się obok kościoła. W 1226 roku Jean d'Ars sprzedał ziemię do klasztoru Île Barbe, ale Villars zachowali swoje feudalne rządy. W XIV wieku własność zamku została podzielona pomiędzy władcę Villars a Beaujeu.
Wieś została spalona w 1409 roku w czasie walk między feudałami. Ucierpiała też w wyniku wojen religijnych w następnym stuleciu.
Od 1424 roku Ars należała do Księstwa Dombes. W 1592 roku ziemie Ars stały się własnością feudalnej rodziny Garets. W 1772 roku księstwo Dombes włączono do Francji.
W 1790 r. Ars była gminą departamentu Ain należącym do kantonu Trévoux, a następnie związana z Reyrieux w 1985 r.
W latach 1818–1859 proboszczem tutejszej parafii był Jan Maria Vianney, który zdobył międzynarodowy rozgłos jako mistyk i znakomity spowiednik. Jeszcze za jego życia Ars stało się celem wizyt licznych pątników i pielgrzymów. Pielgrzymki nie ustały po śmierci proboszcza, który w 1925 roku ogłoszony został świętym przez papieża Piusa XI.
6 października 1986 roku papież Jan Paweł II pojechał do wioski Ars-sur-Formans podczas trzeciej wizyty we Francji.

## Demografia
Według danych na styczeń 2012 r. gminę zamieszkiwały 1404 osoby, a gęstość zaludnienia wynosiła 255,3 osób/km².

Populacja Ars-sur-Formans w latach 1962–2008

## Lista merów
| Od   | Do   | Imię i nazwisko                   | Partia | Pozycja |
| ---- | ---- | --------------------------------- | ------ | ------- |
| ?    | 1808 | François Cinier                   |        |         |
| 1808 | 1815 | Antoine Mandy                     |        |         |
| 1815 | 1821 | Michel Sève                       |        |         |
| 1821 | 1831 | Antoine Mandy                     |        |         |
| 1831 | 1838 | Michel Sève                       |        |         |
| 1838 | 1879 | Claude Prosper Garnier des Garets |        |         |
| 1879 | 1884 | Gaspard Sève                      |        |         |
| 1884 | 1896 | Jean-Baptiste Mandy-Trève         |        |         |
| 1896 | 1904 | Michel Verchère                   |        |         |
| 1904 | 1912 | André Benoît Trève                |        |         |
| 1912 | 1915 | Jean-François Cinier Trève        |        |         |
| 1915 | 1919 | Jean-Claude Mandy                 |        |         |
| 1919 | 1944 | Jean-François Cinier Trève        |        |         |
| 1944 | 1945 | Louis Gillet                      |        |         |
| 1945 | 1947 | Antoine Mandy Demole              |        |         |
| 1947 | 1965 | Pierre Paturel                    |        |         |
| 1965 | 1977 | Jean-Claude Dupont                |        |         |
| 1977 | 1983 | André Gillet                      |        |         |
| 1983 | 1995 | Henri Dutruge                     |        |         |
| 1995 | 2008 | Patrick Sandron                   |        |         |
| 2008 | 2014 | Patrick Duvivier                  |        |         |
| 2014 |      | Richard Paccaud                   |        |         |